# Парагвай на літніх Олімпійських іграх 2000
Парагвай брав участь у Літніх Олімпійських іграх 2000 року у Сіднеї (Австралія) увосьме за свою історію, але не завоював жодної медалі. Збірну країни представляли 3 жінки.

## Склад олімпійської збірної Парагваю

### Плавання
Спортсменів — 2
У наступний раунд на кожній дистанції проходили найкращі спортсмени за часом, незалежно від місця зайнятого в своєму запливі.
Чоловіки
| Спортсмен    | Змагання   | Попередні запливи | Попередні запливи | Півфінали  | Півфінали  | Фінал      | Фінал      |
| Спортсмен    | Змагання   | Результат         | Місце             | Результат  | Місце      | Результат  | Місце      |
| ------------ | ---------- | ----------------- | ----------------- | ---------- | ---------- | ---------- | ---------- |
| Антоніо Леон | 100 м брас | 1:08,12           | 61                | Не пройшов | Не пройшов | Не пройшов | Не пройшов |

Жінки
| Спортсменка  | Змагання       | Попередні запливи | Попередні запливи | Півфінали  | Півфінали  | Фінал      | Фінал      |
| Спортсменка  | Змагання       | Результат         | Місце             | Результат  | Місце      | Результат  | Місце      |
| ------------ | -------------- | ----------------- | ----------------- | ---------- | ---------- | ---------- | ---------- |
| Андреа Проні | 100 м на спині | 1:08,11           | 45                | Не пройшла | Не пройшла | Не пройшла | Не пройшла |